# ملک جمشید
کتاب ملک جمشید، طلسم آصف و طلسم حمام بلور یکی از داستان‌های عامیانهٔ زبان فارسی و رایج در عصر قاجار است. در پایان کتاب گفته شده که نقال این داستان محمدعلی نقیب‌الممالک شیرازی است.

## نویسندهٔ کتابِ ملک جمشید
هنوز روشن نشده‌ است که داستان امیر ارسلان نامدار در پیوند با کدام نقیب‌الممالک است؛ احمد نقیب‌الممالک، که دیوان شعری هم به او منسوب است یا محمدعلی نقیب‌الممالک که در پایانِ کتابِ مَلِک جمشید نام او ذگفته شده.
در یک اثر تحقیقی متعلق به انتشارات دانشگاه تربیت مدرس چنین آمده:
در هیچ‌یک از منابع مذکور دربارهٔ قصهٔ مشهورِ امیر ارسلان مطلبی نیامده‌ است؛ از این‌رو، نمی‌توان با قاطعیت گفت کدام‌ یک از این دو نقال امیر ارسلان بوده‌اند؛ اما، با توجه به پایانِ قصهٔ مَلِک جمشید، می‌توان احتمال داد نقال این قصه محمدعلی نقیب‌الممالک بوده‌ است.
به این ترتیب، در اینکه دو کتابِ دیگر نیز، یعنی امیر ارسلان نامدار و زرین‌مَلِک (ملک بهمن) نیز، منسوب به احمد نقیب‌الممالک باشد، یعنی صاحب دیوان اشعار، ابهام بیشتری وجود دارد. پس باید این دو کتاب را نیز منسوب به محمدعلی نقیب‌الممالک دانست.